# Begonia locii
Espèce
Begonia locii est une espèce de plantes de la famille des Begoniaceae.
Elle a été décrite en 2015 par Ching-I Peng, Che Wei Lin et Hieu Quang Nguyen.